# 総一坊

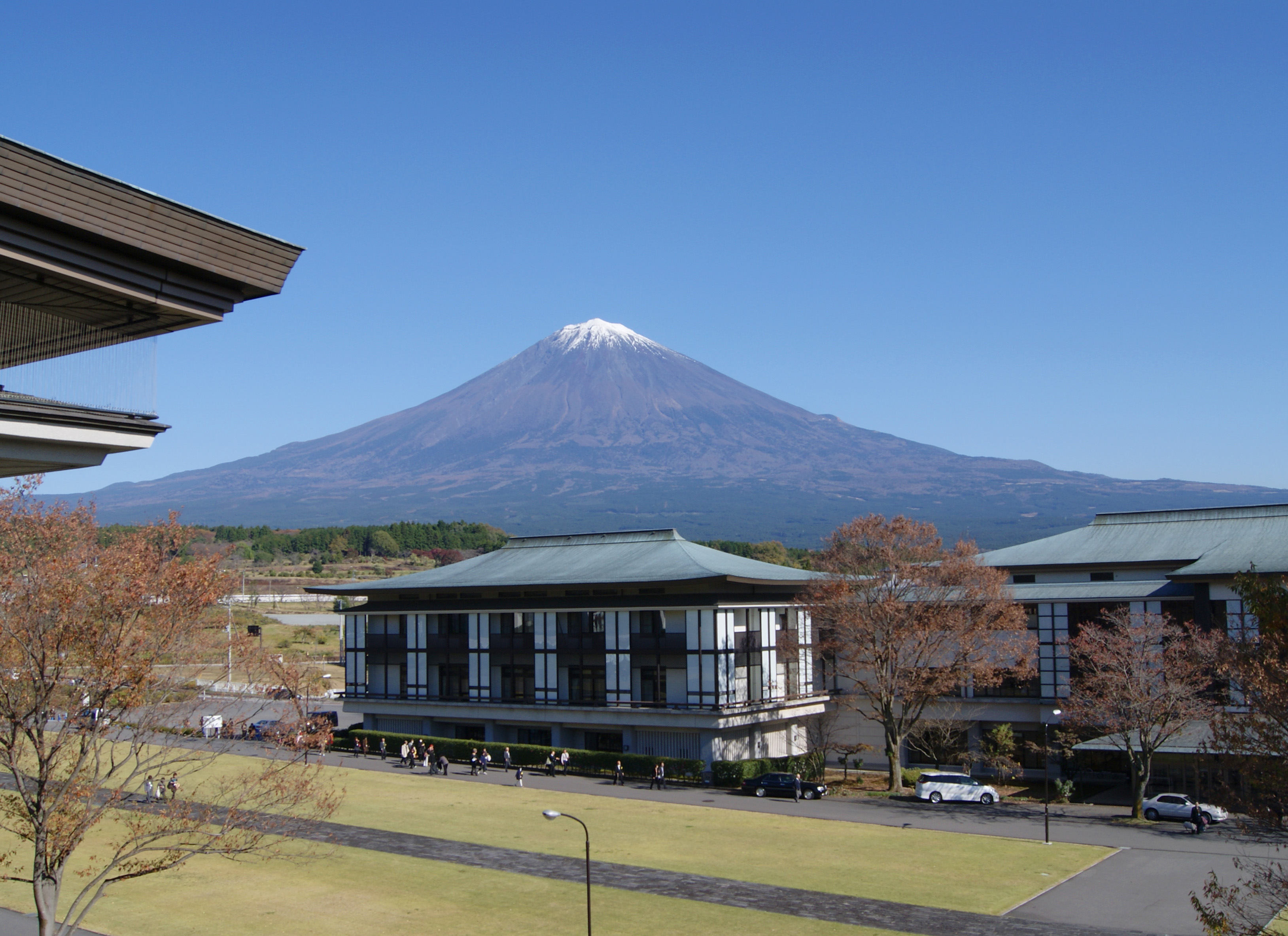
総一坊

総一坊（そういちぼう）は、日蓮正宗総本山大石寺の塔中坊の一つ。

## 歴史
- 1988年（昭和63年）10月7日 - 第67世法主日顕の開基として建立される。
  - これまでは5つの宿坊（一之坊、二之坊、三之坊、四之坊、五之坊）からなっていた総坊を、総本山大石寺開創700年の記念事業として、新たに2棟の新総坊として建立されたものである。その1つが総一坊である。一之坊、三之坊の跡地に建てられている。
  - 当時日蓮正宗の信徒団体であった創価学会の寄進によるものである。総二坊も創価学会寄進により、1990年（平成2年）4月1日に落成。
- 1999年（平成11年）4月10日 - 法華講総一坊支部が結成される。

## 概要
- 1階には平成23年（2011年）4月まで登山事務所が設置されていた。その跡は本山任務者の拠点として使われている。
- 2階と3階には240畳敷きの大広間が8室ずつ設けられており、登山者の宿坊として利用されている。御本尊は2階と3階の広場側の部屋4室に安置され、そのうち2階の1室が本堂として使用されている。
- 東側玄関にはバス発着場がある。

## ギャラリー

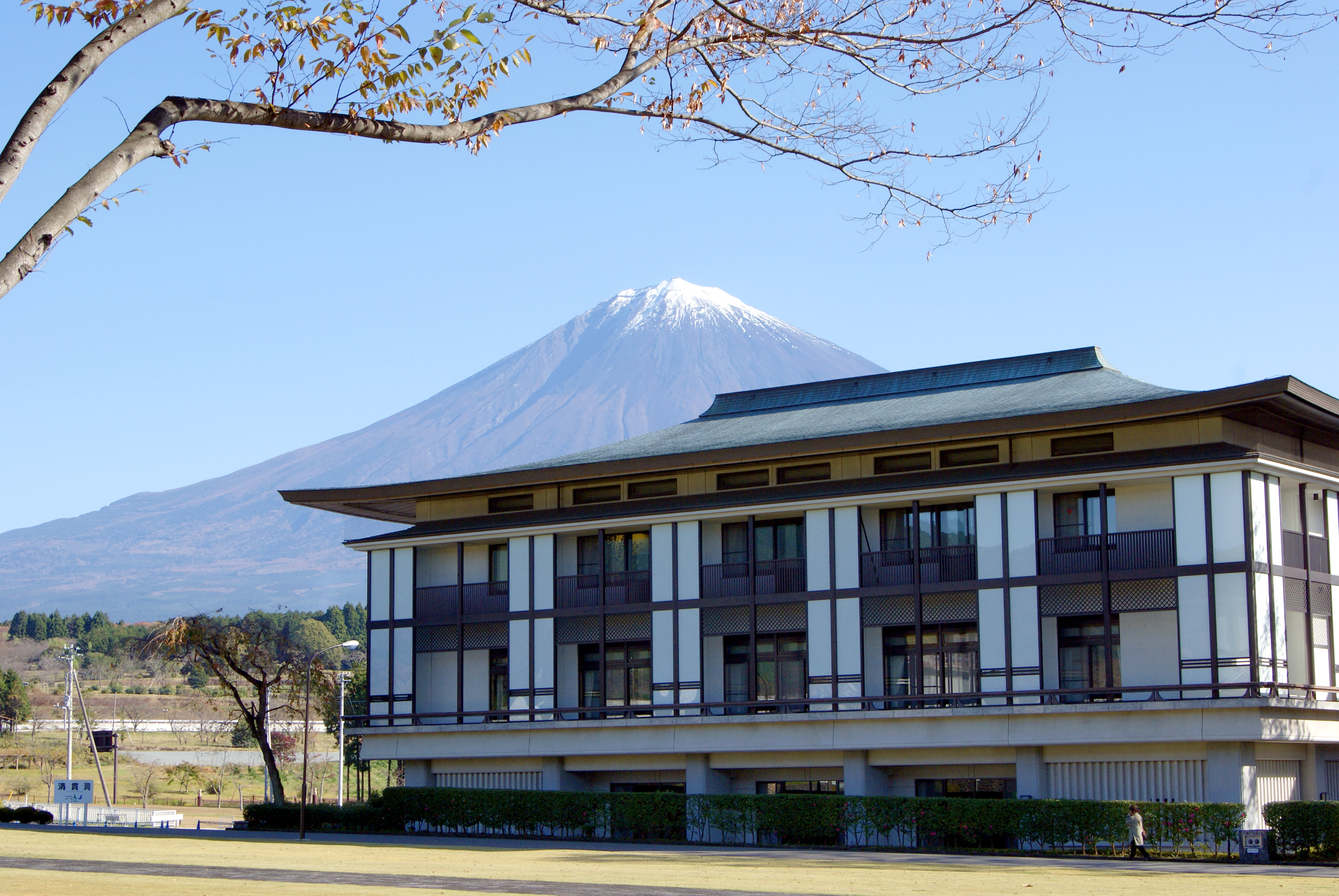